# Bergsvikssundet
De Bergsvikssundet is een waterverbinding in Zweden, in de gemeente Piteå dicht bij de Botnische Golf en zorgt voor de afvoer van rivierwater van onder andere de Pite älv en verder naar de Botnische Golf. De Bergsvikssundet ligt tussen de Inrefjärd en Yttrefjärd en is geen zeestraat of meer, geen sund, maar een verbinding van zoetwater. Er liggen aan beide kanten een woonwijk, delen van Piteå op de noordoever en Bergsviken op de zuidoever. Er gaat een brug voor de Europese weg 4 over de Bergsvikssundet.
Er ligt een eiland in het midden, Märren.